# Велики народни збор у Бусновима
Збор у Бусновима се одржава 18. и 19. августа сваке године код Цркве Вазнесења Христовог у Бусновима. Празнује се православни празник Преображења Господњег. Упоредно са збором популарно је и камповање, па многи постављају своје шаторе на великој порти испред цркве.